# Казахстансько-узбекистанський кордон
Казахстансько-узбекистанський кордон — державний кордон, що проходить між двома азійськими країнами, Казахстаном з півночі та Узбекистаном з півдня.
Загальна протяжність кордону становить 2351 км.

## Історія
За Радянських часів кордон між Казахською РСР та Узбецькою РСР вважався одним із найбільш врегульованих. Але існувала складність у ділянці довжиною приблизно 200 км, яка проходила по густозаселеним територіям як з боку Казахстану (Сариагаський та Мактааральський райони Південно-Казахстанської області), так і з боку Узбекистану (Ташкентська та Джизацька області). На цій ділянці населені пункти з обох боків щільно зрослись, місцями кордон проходив навіть по дворам.
У період з 1920-их до 1950-их років існувала практика передачі території під пасовища до складу інших республік. Вона передбачала передачу на тимчасове користування певної площі і проводилась задля збільшення продуктивності тваринництва. Однак, при користуванні «чужими» землями, користувачі не приділяли великої уваги до збереження таких земель і вони втрачали свою родючість. При цьому деякі території часто переходили від однієї республіки до іншої, найчастіше таке відбувалось з Бостандицьким районом Південно-Казахстанської області. На початку 1950-их років розпочалось обговорення повної передачі району до складу Узбекистану і 21 січня 1956 року Верховна рада Казахської РСР видала постанову про звернення до Верховної ради СРСР із запитом про передачу Бостандицького району загальною площею майже 5 тисяч км² зі складу Казахської РСР до складу Узбецької РСР, окрім певних територій:
- пасовища, що використовувались колгоспами Джамбульської та Південно-Казахстанської областей;
- земель, що знаходились під керівництвом Південного Голодностепського та лівої гілки Центрального Голодностепського каналів;
- земель, переданих на тимчасове користування Узбецькій РСР 1936–1937 років.

Майже одразу Верховна рада Узбецької РСР прийняла постанову про включення Бостандицького району та частини Голодного степу до складу Узбецької РСР. 13 лютого 1956 року Верховна рада СРСР видала наказ «Про часткову зміну кордонів між Казахською РСР та Узбецькою РСР». Однак після цього продовжувалось самовільне захоплення пасовищ на території Казахстану узбеками. Першими почали бити на сполох дирекції Кзилкумського та Чардаринського радгоспів Кіровського району радгоспів та колгоспів Ариського району Південно-Казахстанської області. Понад 3,5 тисячі км² їхніх земель самовільно використовували колгоспи та радгоспи Бухарської області. Загальна ж площа «захоплених» земель становила 21560 км². Міністерство сільського господарства підтримало прохання і виступило з заявою про залишення у складі Казахстану ділянок відгінного тваринництва. Одночасно висувалась пропозиція про дострокове (у договорі значився термін до 1980 року) повернення Келеського фонду площею 1,5 тисяч км². Паралельно узбецьке керівництво 1961 року подало запит на дозвіл використання додаткової площі земель, який був відхилений Казахською РСР. У запиті значились землі площею 3,5 тисяч км² Південно-Казахстанської області та 6 тисяч км² Кзил-Ординської області. Але на фоні проблем, що виникли, казахське керівництво, навпаки, 1961 року поставило питання про передачу зі складу Казахської РСР 4210 км² земель до складу Узбецької РСР. Згідно з планом року південно-західна частина Кіровського району площею 4040 км², південь Келеського району площею 171 км² та ділянка біля села Полторацьке Сариагаського району площею 2 км² відходили до Узбецької РСР, а взамін Казахська РСР отримувала лише 3 км² території радгоспу Чимкурган та 32 км² земель Ферми № 3 радгоспу Кзилкумського. Про відміну такого рішення ще 1962 року виступали Дінмухамед Кунаєв і Жумабек Ташенєв, однак Микита Хрущов відкинув їхні думки, а Кунаєва навіть було зміщено з посади Першого секретаря ЦК КП Казахської РСР (відновлений на посаді 1964 року).
26 січня 1963 року президія Верховної ради Казахської РСР постановила передати до складу Узбецької РСР Кіровський та Пахта-Аральський райони, Кзилкумську та Чимкурганську сільради Кзилкумського району Чимкентської області загальною площею 9560 км², а також 15440 км² пасовищ Чимкентської області і 11500 км² пасовищ Кзил-Ординської області, які знаходились у довготривалому користуванні Узбецькою РСР. 25 травня президія Верховної ради Узбецької РСР видала наказ «Про часткову зміну кордонів з Казахською РСР». 19 вересня президія Верховної ради СРСР видала наказ «Про часткову зміну та уточнений опис республіканських кордонів між Узбецької РСР та Казахською РСР». Таким чином до Узбецької РСР відійшло 36630 км² казахської землі.
11 травня 1971 року президія Верховної ради Узбецької РСР видала наказ «Про передачу частини території Самаркандської області Узбецької РСР до складу Казахської РСР». 12 травня президія Верховної ради Казахської РСР видала наказ «Про включення частини території Сирдар'їнської області Узбецької РСР до складу Казахської РСР». 28 червня президія Верховної ради РСР видала наказ «Про часткову зміну кордонів між Узбецькою РСР та Казахською РСР». Згідно з цими наказами до складу Казахської РСР було повернуто території Кіровського та Пахта-Аральського районів.
Станом на 2001 рік між країнами існувало 3 ділянки спірних територій — Багиж, Арнасай та Нсан. Остаточна делімітація кордонів була завершена у вересні 2002 року, а 19 жовтня 2006 року розпочалось будівництво 45-кілометрової стіни заввишки 2,5 м на кордоні між країнами у межах Сариагаського та Мактааральського районів Казахстану.

## Спірні території
При делімітації кордону виникло питання лише щодо двох населених пунктів — Багиж та Туркестанець. Населення першого, згідно ще з радянським адміністративним поділом, мешкало одразу у двох республіках, однак адміністративно підпорядковувалось Сариагаському району Південно-Казахстанської області. Інше село, Туркестанець, згідно з радянськими документами 1956 та 1963 років належало Узбекистану. Казахстан спочатку зробив запит на передачу обох сіл до свого складу. Однак, після переговорів та узгодження кордонів, Багиж та територія площею 231 га перейшли до складу Казахстану, а Туркестанець лишився у межах Узбекистану. До Узбекистану також було передано компенсуючі 231 га території північніше села Саркирама (тим самим вирівнявши кордон), а до Казахстану 517 га східніше села Багиж при обміні на територію такої ж площі у Кизилординській області.